# BACtrack
BACtrack je ustanovil Keith Nothacker v 2001, med svojimi starejšimi leti na Univerzi Pensilvanije, ko je začel prodajati produkte za potrošnike prek spleta.

## Zgodovina
V letu 2004, je bilo podjetje BACtrack prvo, ki je dobilo dovoljenje od U.S. Food and Drug Administration tržno dovoljenje, da prodaja respiratorje splošni javnosti prek spleta za zasebno uporabo..

## BACtrackov respirator za pametne telefone
BACtrackov respirator za pametne telefone je respirator žepne velikosti, ki je kompatibilen s pametnim telefonom in drugimi pametnimi napravami prek aplikacije Bluetooth LE, in prikaže pričakovano koncentracijo alkohola v krvi (BAC). Rezultat se prikaže na pametni napravi ali ekranu pametnega telefona. V prodaji od 23. aprila 2013, in ta naprava je bil prvi respirator kompatibilen s pametnim telefonom namenjen splošni prodaji.

## Nagrade
BACtrackov respirator za mobilne pametne telefone je prejel Popular sciense Bes tof whats New Award kot prebojna tehnologija v kategoriji za zdravje v letu 2013.
BACtrackov mobilec in BACtrackov obesek za ključe je dobil Car and Drivers najvišjo oceno v primerjavi s celotno industrijo v marcu 2014.

## BACtrackovo poročilo uporabnikov
V juniju 2014 je BACtrack objavil BACtrakovo poročilo uporabnikov in združenje podatkov vzorcev pitja in konzumiranja alkohola pridobljenih od uporabnikov BACtrackovega mobilnega respiratorje za pametne telefone.
Podatki so bili zbrani v obdobju enega leta in so vsebovali več kot 100.000 alkoholnih testov v več kot 35 dravah in v vseh 50 državah Amerike. Nekatere od informacij v poročilu so vsebovale povprečno vsebino alkohola v krvi po mestih in državah.